# Викториа-Фолз (национальный парк)
Национальный парк Викториа-Фолз (англ. Victoria Falls National Park) — национальный парк на северо-западе Зимбабве, защищает южный и восточный берег реки Замбези в районе всемирно известного водопада Виктория. Простирается вдоль реки Замбези от более крупного национального парка Замбези примерно на 6 км выше водопада до примерно 12 км ниже водопада. Вместе с национальным парком Моси-оа-Тунья в Замбии внесён ЮНЕСКО в 1989 году в список объектов всемирного наследия.

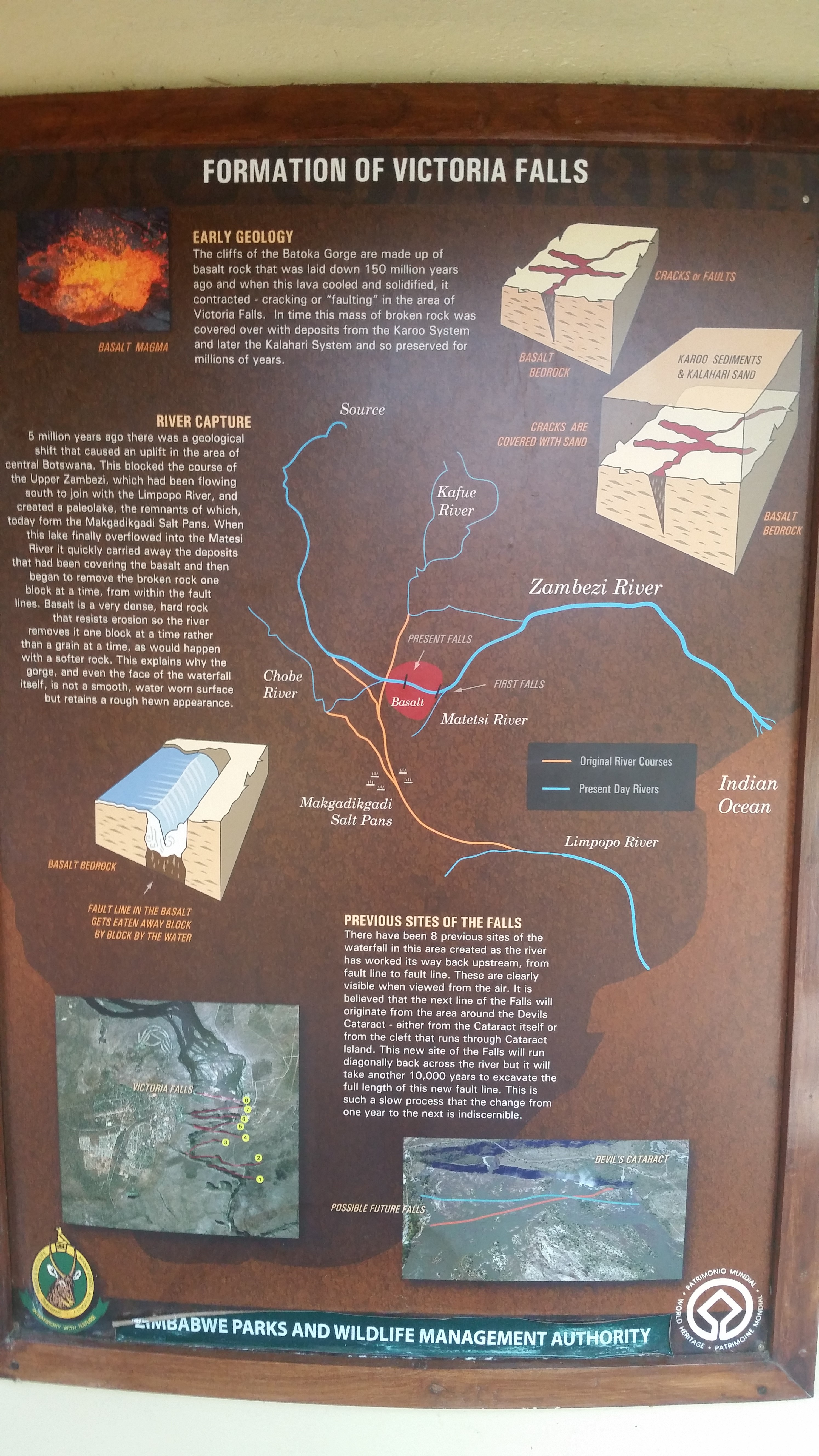
Карта Национального парка Викториа-Фолз

## Природа
Примечательной особенностью парка является тропический лес, который растёт в брызгах водопадов, включая папоротники, пальмы, лианы и ряд деревьев, таких как красное дерево, которое не встречается больше нигде в регионе. Парк расположен в экорегионе лесов Замбезии и мопане.
Посетители имеют возможность увидеть слона, капского буйвола, южного белого носорога, бегемота, жирафов, антилопу канна и множество других стад антилоп во время поездок и пеших сафари. В реке можно увидеть крокодилов, а близлежащее ранчо крокодилов предлагает более безопасный обзор этих животных.

## Туризм
Туристов размещают в кемпингах в Национальном парке Замбези, на многочисленных курортах и в отелях города Виктория-Фолс, который является частью западной границы парка, а также вокруг него. Посетители обязаны принимать меры предосторожности против малярии.
Национальный парк связан автомобильным и железнодорожным сообщением с городом Хванге, находящимся в 109 км, и с Булавайо, находящимся в 440 км, а в 18 км к югу расположен аэропорт.

## Будущее парка
Парк рассматривается на предмет включения в трансграничную заповедную зону «5 наций Каванго — Замбези».

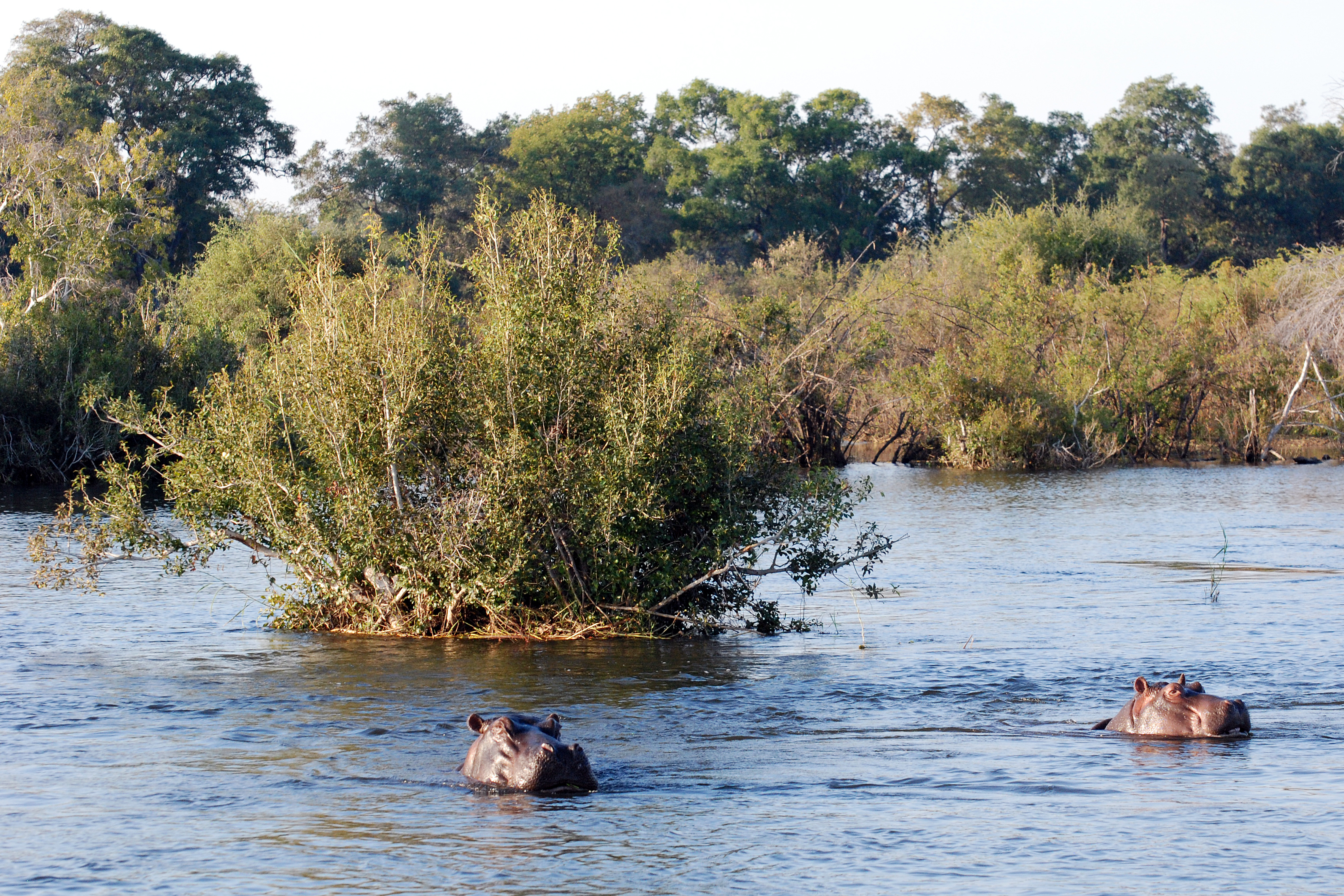
Бегемоты в национальном парке
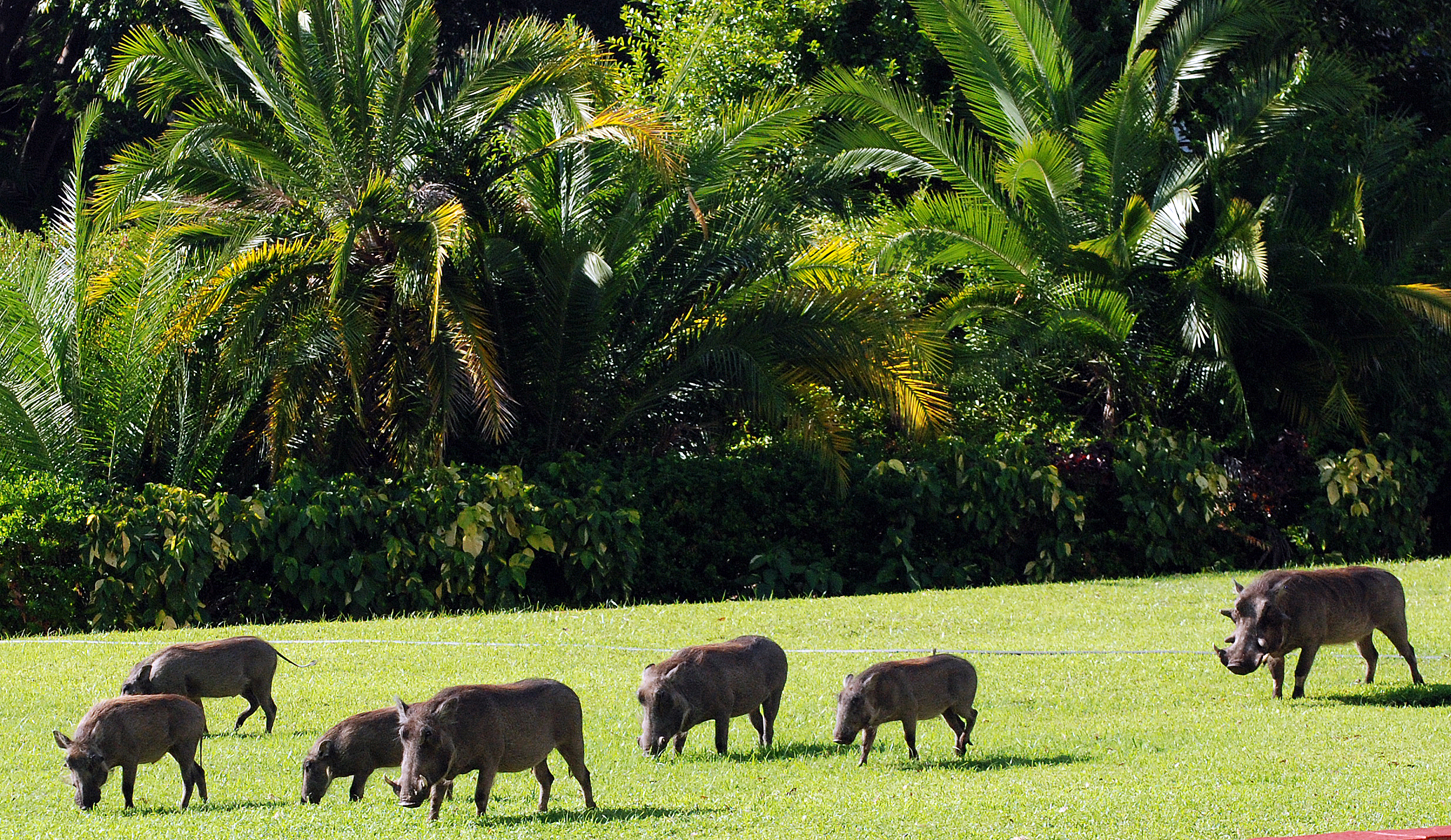
На пастбище обитает семья бородавочников
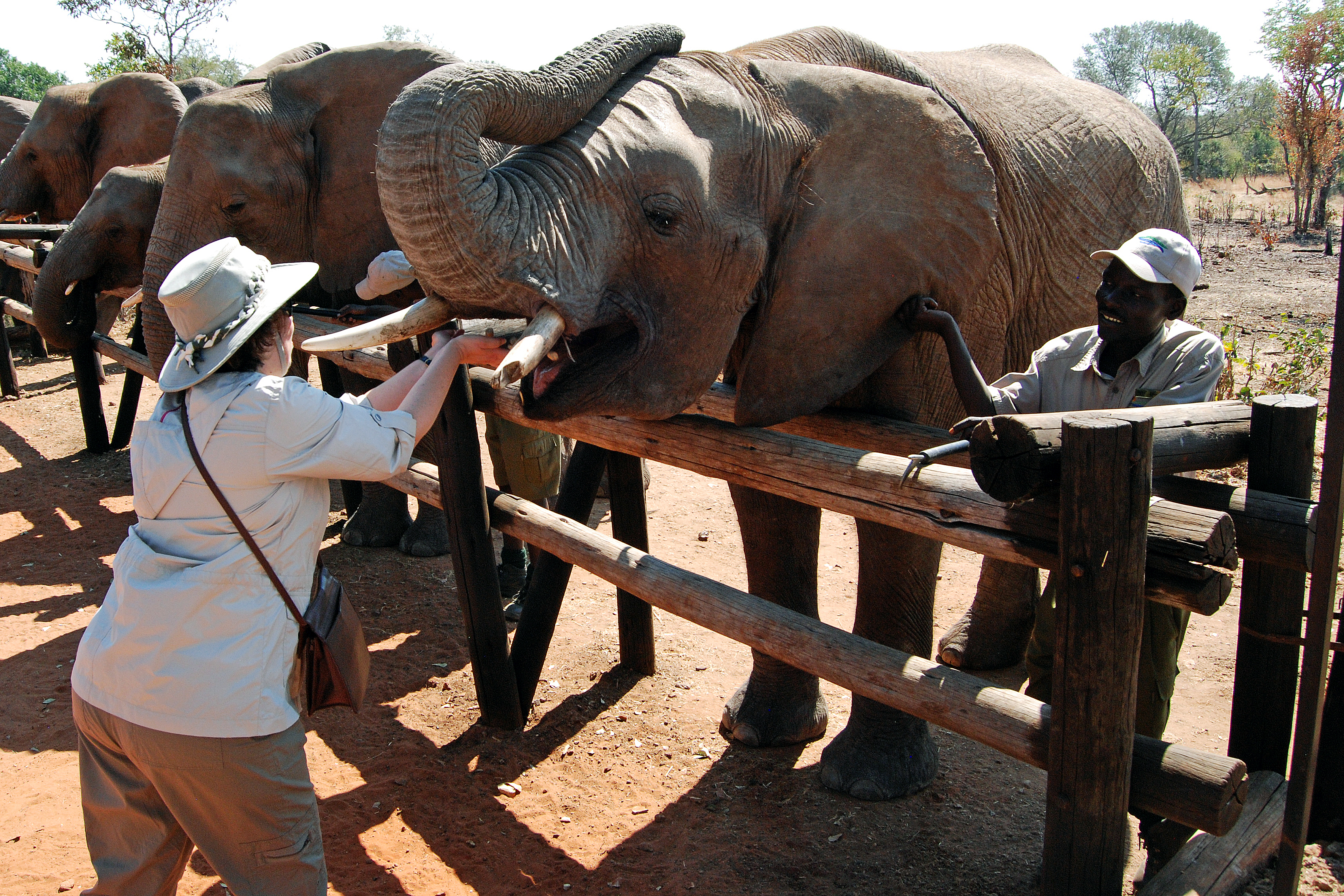
Приют для диких животных для защиты, спасения, реабилитации
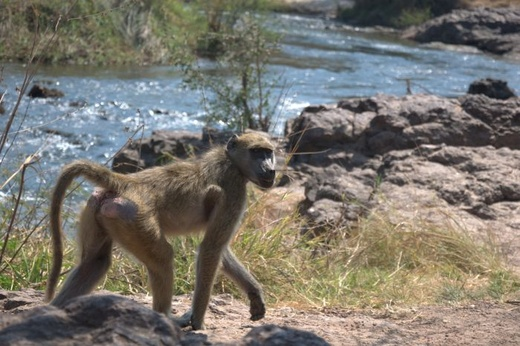